# Dziewanna kutnerowata

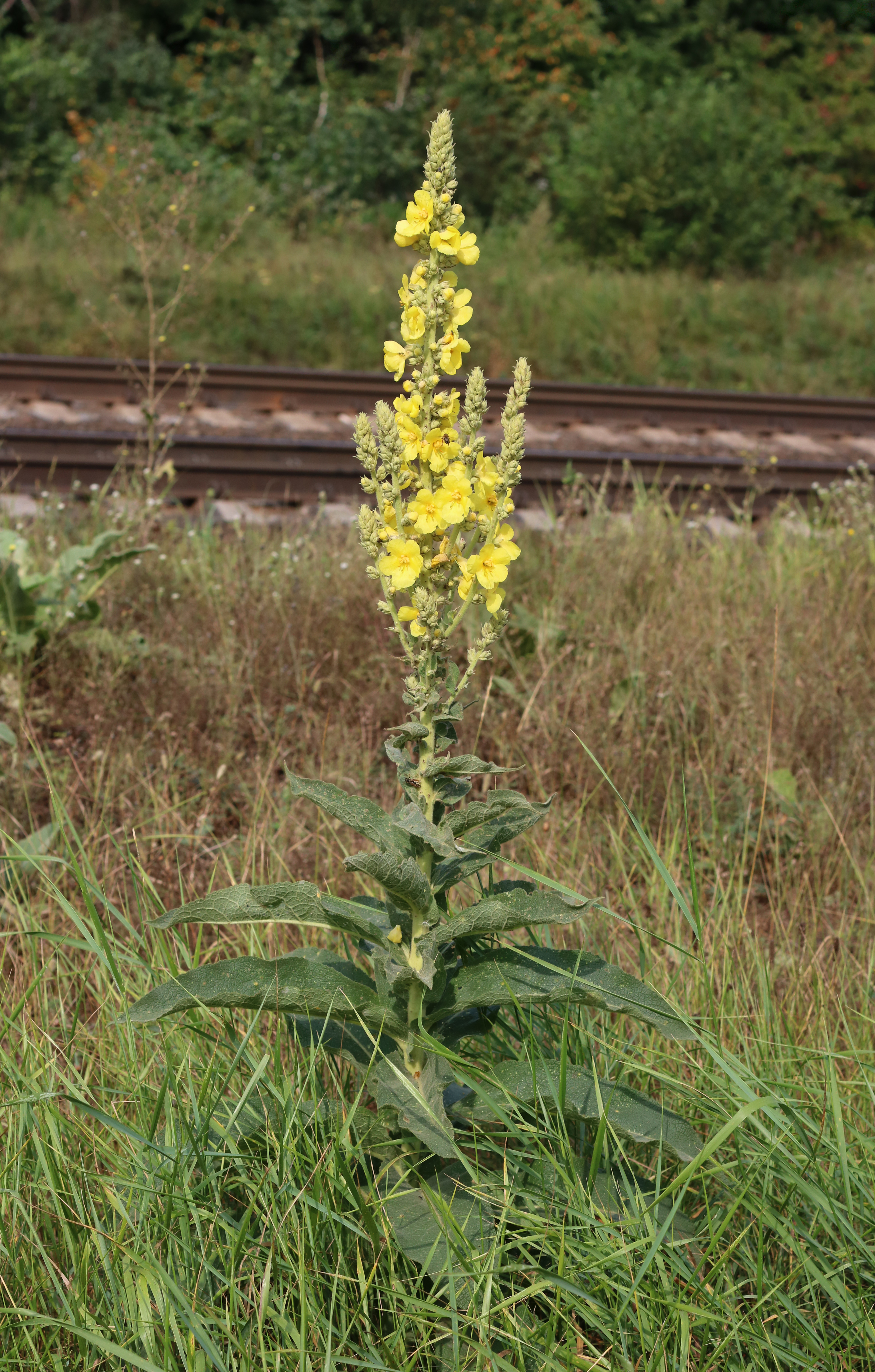

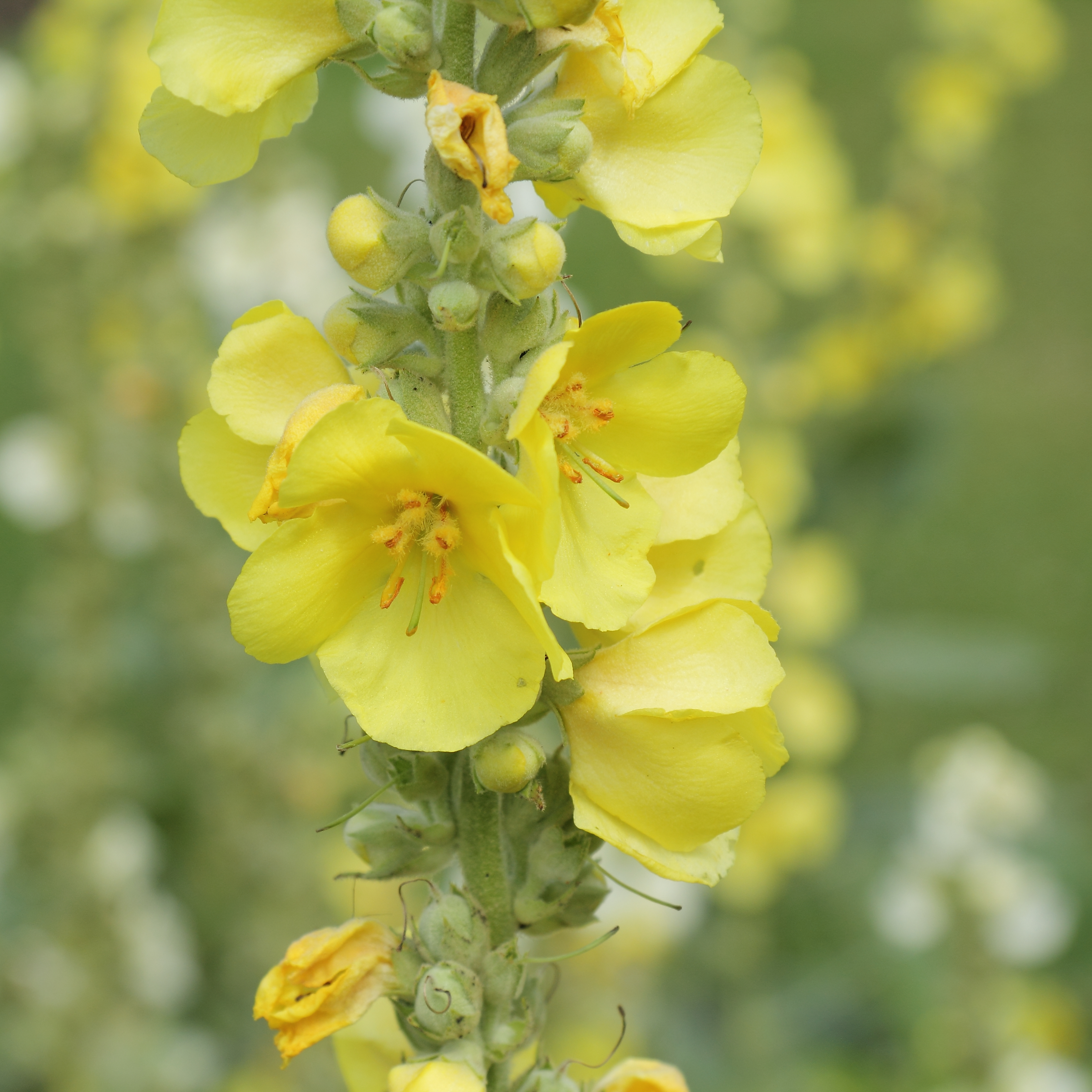
Kwiaty

Dziewanna kutnerowata (Verbascum phlomoides L.) – gatunek rośliny z rodziny trędownikowatych. Występuje w Europie Południowej i Środkowej oraz na części obszaru Azji (Kaukaz, Turcja, Zachodnia Syberia, Kazachstan). W Polsce średnio pospolita na całym niżu, na pogórzu rzadsza. Status gatunku we florze Polski: gatunek rodzimy.

## Morfologia
PokrójWysoka roślina zielna o pojedynczej łodydze. Cała jest gęsto owłosiona żółtawym kutnerem. W pierwszym roku wegetacji tworzy przy ziemi różyczkę liści, a dopiero w drugim roku wyrasta łodyga z kwiatostanem.
ŁodygaPojedyncza, wzniesiona, o wysokości do 150 cm.
LiścieWyrastające naprzemianlegle na łodydze liście mają karbowane brzegi. W dolnej części łodygi liście są szerokoeliptyczne, w górnej szerokosercowate. Ich blaszki liściowe na niewielkiej odległości przylegają do łodygi.
KwiatyW szczytowej, niemal bezlistnej części łodygi wyrastają pęczkami po 2–5, skupione w grono. Szypułki kwiatowe krótkie. Korona kwiatu o średnicy do 5 cm i o bardzo krótkiej rurce, składa się z 5 szerokich płatków jasnożółtej barwy. Pręcików jest 5, przy czym trzy z nich są owłosione (ważna cecha przy oznaczaniu gatunków dziewanny), słupek 1. Pręciki są dwusilne – 2 są dłuższe od pozostałych, a ich nitka jest co najwyżej dwukrotnie dłuższa od zbiegającego po niej pylnika. Trzy pręciki są krótsze, o nitkach gęsto białawo owłosionych.
OwocTorebka o długości do 10 mm. Jest dłuższa od kielicha.

## Biologia i ekologia
RozwójRoślina dwuletnia, hemikryptofit. Kwitnie od lipca do września. Słupek i pręciki dojrzewają równocześnie. Kwiaty bez miodników, samopylne.
SiedliskoRośnie na słonecznych i suchych miejscach, na wzgórzach, nasypach kolejowych i ugorach. Może rosnąć na dosyć jałowych glebach, nie toleruje miejsc podmokłych.  W klasyfikacji zbiorowisk roślinnych gatunek charakterystyczny dla związku zespołów (All.) Onoperdenion i Ass. Onoperdetum acanthii.
ZmiennośćTworzy mieszańce z dziewanną drobnokwiatową, dz. firletkową, dz. pospolitą, dziewanną rdzawą i in.
GenetykaLiczba chromosomów 2n = 32, 34.

## Zastosowanie
Roślina lecznicza
- Surowiec zielarski: Kwiat dziewanny (Flos Verbasci) syn. korona dziewanny (Corolla Verbasci). Równocennego surowca dostarczają trzy gatunki: dziewanna kutnerowata, drobnokwiatowa oraz wielkokwiatowa. Kwiaty barwy od jasnożółtej do brunatnej i średnicy od 20 do 30mm[7]. Istotnymi składnikami surowca są śluzy (do 3%), ponadto saponiny m.in. werbaskosaponina(inne języki), irydoidy: aukubina(inne języki), flawonoidy, barwniki karotenowe: β–karoten, β–krocetyna i ksantofile, ślady olejku lotnego i kwasu jabłkowego oraz do 6% soli mineralnych. Spośród składników obojętnych zwraca uwagę znaczna zawartość sacharozy i innych cukrów (do 20%)[8][9].
- Działanie: Wodne wyciągi surowca mają zastosowanie głównie wykrztuśne (dzięki zawartości saponin) oraz osłaniające (dzięki obecności śluzu). Działają również przeciwzapalnie na błony śluzowe jamy ustnej, gardła, oskrzeli, przełyku, żołądka i jelit, a także dróg moczowych łącznie z pęcherzem. Doustnie podawane wyciągi z dziewanny mają nieznaczne działanie moczopędne i napotne[10]. Stosowane zewnętrznie na skórę kwiaty działają odmiękczająco, gojąco i przeciwzapalnie. Stwierdzono działanie surowca przeciw wirusom grypy A2 i B[8]
- Dawkowanie: Napar z kwiatów dziewanny przygotowuje się zalewając 1 łyżkę surowca szklanką ciepłej wody i ogrzanie do wrzenia (nie gotować). Następnie napar należy odstawić na 15 minut i przecedzić. Pić 2-3 razy dziennie po ½ szklanki ciepłego naparu po jedzeniu.
- Zbiór i suszenie: Do celów leczniczych zbiera się ze stanu naturalnego, rzadziej z upraw, w drugim roku wegetacji rośliny korony kwiatowe z przyrośniętymi do niej pręcikami, gdy kwiaty są już całkowicie rozwinięte. Do zbioru przystępuje się, gdy korony obeschły z porannej rosy, ponieważ wilgotne brunatnieją w czasie suszenia. Podobnie tracą złocistożółtą barwę kwiaty zgniecione przy zbiorze lub w czasie transportu. Suszyć należy szybko, najlepiej w suszarni w temp. 35 °C, rozłożone pojedynczą warstwą. Po wysuszeniu kwiaty dziewanny pakuje się do szczelnych naczyń szklanych lub metalowych, silnie ugniatając; najlepiej sprasować je w cegiełki i zawinąc w celofan. Przechowywać należy w miejscach suchych i zaciemnonych ponieważ szybko ulegają zbrunatnieniu w wilgotnych warunkach[8]